# Meteoroid
Meteoroid je malo nebesko telo, tj. stenoviti ili metalni fragmenat relativno malih dimenzija. Dimenzije variraju od čestice prašine do većih komada stena. Na osnovu klasifikacije koju je usvojila Međunarodna astronomska unija 1961. godine njihova masa varira od 10−9 kg do 107 kg. Znači, meteoroid može biti čestica prašine, deo stene ili slični ostatak iz vremena nastajanja Sunčevog sistema koji kruži oko Sunca. Meteoridi najmanjih dimenzija se nazivaju mikrometeoridi.
Takve čestice nastaju i pri sudarima asteroida ili isparavanjem materijala sa kometa (zaleđeni gas se topi pod uticajem Sunčeve toplote i oslobađa zarobljene komade stena i prašine). Ako takvo telo uleti velikom brzinom u atmosferu planete, zagreva se, gori i isparava zbog ogromnog trenja, ostavljajući svetli za sobom trag. Ova pojava se naziva meteor.
Dovoljno veliki meteoroidi ne uspevaju celi sagoreti u atmosferi i jedan njihov deo može pasti na zemlju. Takvi kameno-metalni ostaci zovu se meteoriti.